# Dépression asiatique
La dépression asiatique est une dépression thermique estivale qui a le Pakistan pour centre et constitue la base d'un creux barométrique s'étendant du Sahara à l'Asie du sud-est. Entre le début de l'été et le début de l'automne, si les basses pressions ne règnent pas en permanence dans la région, les cartes de moyenne mensuelle de pression font état d'une dépression semi-permanente, et révèle qu'il s'agit d'un des centres de la circulation atmosphérique dans l'hémisphère nord.

## Développement
Le réchauffement intense et rapide des zones désertiques d'Afrique du Nord et d'Asie à la fin du printemps amène la masse d'air à se détendre. Contenant ainsi moins d'humidité par unité de volume, elle exerce une plus faible pression sur le sol. Comme la faible humidité provenant du sol et des plantes ne peut assurer le refroidissement par évaporation des couches inférieures de l'atmosphère, la zone dépressionnaire se maintient en moyenne sur toute la région. Bien que la pression réduite au niveau de la mer puisse atteindre couramment des valeurs faibles au centre de cette dépression thermique, celle-ci a généralement une épaisseur réduite et se transforme en un anticyclone en altitude.
À partir de l'automne, l'air se refroidit et donne l'anticyclone de Sibérie en hiver au nord de la région. Celui-ci met fin à la dépression thermique sur l'Asie pour la remplacer par un anticyclone thermique.

## Effets
La dépression asiatique fait partie de la zone de convergence intertropicale (ZCIT). Les vents de mai à octobre sont persistants du sud-ouest venant de l'océan Indien et de la mer de Chine méridionale ainsi que du sud-sud-ouest ou du sud sur l'ouest de l'océan Pacifique. Ceci génère progressivement la mousson estivale sur le sous-continent indien et en Asie du Sud-Est,. La mousson s'installe graduellement et donne des quantités de pluies importantes, pouvant atteindre 10 m dans les contreforts de l'Himalaya.